# Le avventure di Paddington
Le avventure di Paddington (The Adventures of Paddington)  è una serie televisiva animata, sviluppata da Jon Foster e James Lamont, basata sul franchise dell'orso Paddington. 
In ogni episodio il grande  Paddington, trasferitosi a Londra e adottato dalla famiglia Brown, racconta nelle lettere che scrive a sua zia Lucy le nuove cose che ha scoperto nel corso della giornata.

## Personaggi
Paddington
Doppiato da: Ben Whishaw (ed. originale), Luca Ghignone (ed. italiana)
Un giovane e gentile orso peruviano che si è trasferito a Londra dopo che un terremoto ha distrutto la sua casa. Vive con la famiglia Brown - Henry, Mary, Judy e Jonathan - e accanto al signor Curry. È amato da tutti tranne che dal signor Curry.
Henry Brown
Doppiato da: Patrizio Prata (ed. italiana)
Il padre della famiglia Brown. Inizialmente detesta Paddington, ma comincia a cambiare la sua opinione su di lui con il passare del tempo.
Mary Brown
Doppiata da: Marisa Della Pasqua (ed. italiana)
Judy Brown
Doppiata da: Giulia Maniglio (ed. italiana)
Jonathan Brown
Doppiato da: Valentina Pallavicino (ed. italiana)
Signora Bird
Doppiata da: Phyllis Logan (ed. originale), Elisabetta Cesone (ed. italiana)
Una lontana parente dei Brown che vive con la famiglia. È molto saggia e si occupa della casa, cucinando e pulendo.
Harry Curry
Doppiato da: Reece Shearsmith (ed. originale), Riccardo Peroni (ed. italiana)
Il vicino di casa dei Brown, un anziano scapolo con una predisposizione negativa.
Otto Gruber
Doppiato da: David Shofield (ed. originale), Riccardo Rovatti (ed. italiana
Un benevolo negoziante di origine tedesca.

## Produzione
La serie fu annunciata per la prima volta il 14 febbraio 2019, con il titolo provvisorio Paddington, come parte dell'upfront 2019 di Nickelodeon. La data di uscita fu successivamente annunciata il 20 novembre 2019, con il titolo definitivo The Adventures of Paddington. Gary Barlow ha composto, scritto ed eseguito la sigla della serie.

## Distribuzione
Il primo episodio è stato trasmesso in anteprima il 20 dicembre 2019 su Nickelodeon, mentre la serie è stata trasmessa regolarmente sullo stesso canale dal 20 gennaio 2020. Dal 19 febbraio 2021 è in onda una seconda stagione.
In Italia l'episodio Paddington e la letterina dispersa è stato trasmesso in anteprima il 15 giugno 2020 su Nick Jr., e il 31 dicembre 2020 su Rai Yoyo mentre la serie è stata trasmessa dal 3 gennaio 2021 sullo stesso canale. La seconda stagione viene trasmessa in chiaro su Rai Yoyo dal 5 novembre 2022

## Episodi

### Prima stagione
| Nº | Titolo originale                                                         | Titolo italiano                                                                         | Prima TV USA                 |
| -- | ------------------------------------------------------------------------ | --------------------------------------------------------------------------------------- | ---------------------------- |
| 1  | Paddington Finds a Pigeon / Paddington and the Chores List               | Paddington trova un piccione / Paddington e le faccende domestiche                      | 20 dicembre 2019             |
| 2  | Paddington Makes Pancakes / Paddington Plays Football                    | Paddington prepara i pancake / Paddington gioca a calcio                                | 22-23 gennaio 2020           |
| 3  | Paddington and the Magic Trick / Paddington and Poor Mr. Curry           | Paddington e il numero di magia / Paddington e il povero signor Curry                   | 21 gennaio 2020              |
| 4  | Paddington and the Treehouse / Paddington and the Monster Hunt           | Paddington e la casa sull'albero / Paddington e la caccia al mostro                     | 27-28 gennaio 2020           |
| 5  | Paddington and the Painting / Paddington Finds Buried Treasure           | Paddington e il dipinto / Paddington trova un tesoro                                    | 29-30 gennaio 2020           |
| 6  | Paddington Finds a Hobby / Paddington and the Stamp                      | Paddington trova un hobby / Paddington e il francobollo                                 | 20 gennaio 2020              |
| 7  | Paddington and the Wardrobe / Paddington Helps With Homework             | Paddington e l'armadio / Paddington e i compiti a casa                                  | 24-25 febbraio 2020          |
| 8  | Paddington Plans a Party / Paddington Learns the Violin                  | Paddington organizza una festa / Paddington suona il violino                            | 16 marzo - 24 febbraio 2020  |
| 9  | Paddington Makes a Scrapbook / Paddington Digs a Tunnel to Peru          | Paddington e l'album dei ricordi / Paddington scava un tunnel per il Perù               | 26-27 febbraio 2020          |
| 10 | Paddington and the Meteor Shower / Paddington and the Talent Show        | Paddington e la pioggia di meteoriti / Paddington e il talent show                      | 18-19 marzo 2020             |
| 11 | Paddington and the Lost Gerbil / Paddington Earns a Ranger Badge         | Paddington e il gerbillo / Paddington e il distintivo da ranger                         | 15 maggio 2020               |
| 12 | Paddington Flies a Kite / Paddington the Detective                       | Paddington fa volare un aquilone / Paddington detective                                 | 26 giugno 2020               |
| 13 | Paddington Meets Lucky / Paddington and the Love Day Cards               | Paddington incontra Lucky / Paddington festeggia il Love Day                            | 27 marzo 2020                |
| 14 | Paddington and the Fingertrap / Paddington Rides a Scooter               | Paddington e la trappola per dita / Paddington sul monopattino                          | 3 luglio 2020                |
| 15 | Paddington's First Chinese New Year / Paddington and the Missing Tickets | Paddington e il capodanno cinese / Paddington e i biglietti perduti                     | 10 luglio 2020               |
| 16 | Paddington and the Summer Games / Paddington Goes Camping                | Paddington e i giochi estivi / Paddington va in campeggio                               | 17 luglio 2020               |
| 17 | Paddington and the Fundraiser Day / Paddington's Alien Adventure         | Paddington e la raccolta fondi / e gli alieni                                           | 31 luglio 2020               |
| 18 | Paddington and the Bone / Paddington Joins a Band                        | Paddington e l'osso / Paddington si unisce a una band                                   | 24 luglio 2020               |
| 19 | Paddington Meets a Police Officer / Paddington and the Balloons          | Paddington incontra un agente di polizia / Paddington e i palloncini                    | 11-18 dicembre 2020          |
| 20 | Paddington and Halloween / Paddington Has an Autumn Wish                 | Paddington e Halloween / Paddington esprime un desiderio                                | 2-9 ottobre 2020             |
| 21 | Paddington and the Fire Engine / Paddington Joins a Club                 | Paddington e il camion dei pompieri / Paddington fa parte di un club                    | 7-14 agosto 2020             |
| 22 | Paddington Builds a Scarecrow / Paddington Plays Hide and Seek           | Paddington fa uno spaventapasseri / Paddington gioca a nascondino                       | 21-28 agosto 2020            |
| 23 | Paddington and the House Guest / Paddington and the Banana               | Paddington e l'ospite a casa Brown / Paddington e la banana                             | 4-11 settembre 2020          |
| 24 | Paddington Chooses a Best Friend / Paddington and the Lamppost           | Paddington sceglie un migliore amico / Paddington e il lampione                         | 18-25 settembre 2020         |
| 25 | Paddington's First Snow / Paddington and the Metal Detector              | Paddington scopre la neve / Paddington e il metal detector                              | 30 ottobre - 6 novembre 2020 |
| 26 | Paddington Runs the Café / Paddington Makes a Film                       | Paddington gestisce il chiosco / Paddington gira un film                                | 16-23 ottobre 2020           |
| 27 | The Lost Letter                                                          | Paddington e la letterina dispersa Parte 1 / Paddington e la letterina dispersa Parte 2 | 27 novembre 2020             |

### Seconda stagione
| Nº | Titolo originale                                                           | Titolo italiano                                                             | Prima TV USA                  |
| -- | -------------------------------------------------------------------------- | --------------------------------------------------------------------------- | ----------------------------- |
| 1  | Paddington's Plant Problem / Paddington the Artist                         | Paddington e la pianta / Paddington l'artista                               | 19 febbraio 2021              |
| 2  | Paddington's Squirrel Surprise / Paddington Becomes a Secret Agent         | Paddington e lo scoiattolo / Paddington diventa un agente segreto           | 26 febbraio - 5 marzo 2021    |
| 3  | Paddington Clowns Around / The Bad Swap                                    | Paddington fa il clown / Paddington e il pessimo scambio                    | 12-19 marzo 2021              |
| 4  | Paddington Celebrates Mrs. Bird's Day / Paddington the Table Tennis Champ! | Paddington festeggia la signora Bird / Paddington il campione di ping pong  | 26 marzo - 2 aprile 2021      |
| 5  | Paddington Gets Fit / Paddington's Rocking Chair Repair                    | Paddington si mette in forma / Paddington e la sedia a dondolo              | 21-28 maggio 2021             |
| 6  | Paddington and the Vegetable Thief / Paddington Takes to the Ice           | Paddington e il ladro di ortaggi / Paddington e il pattinaggio sul ghiaccio | 2-9 luglio 2021               |
| 7  | Paddington and the Big Decision / Paddington's Beach Stowaway              | Paddington e la grande decisione/Paddington e il paguro                     | 4-11 giugno 2021              |
| 8  | Paddington and the Caterpillar / Paddington Plays the Floor is Lava        | Paddington e il bruco/Paddington gioca a 'Il Pavimento è Lava'              | 18-25 giugno 2021             |
| 9  | Paddington's Space Adventure / Paddington's Blackberry Adventure           | Paddington e l'avventura spaziale/Paddington e le more contese              | 13-20 agosto 2021             |
| 10 | Paddington Opens the City Farm / Paddington the Upcycler                   | Paddington e la fattoria cittadina/Paddington impara a riciclare            | 27 agosto - 3 settembre 2021  |
| 11 | Paddington's Lucky Day / Paddington the Pizza Chef                         | Paddington e la fortuna/Paddington pizzaiolo                                | 10-17 settembre 2021          |
| 12 | Paddington and the Tooth Fairy / Paddington Goes to Work                   | Paddington e la Fatina dei Denti/Paddington va al lavoro                    | 24-settembre - 1 ottobre 2021 |